# Ricardo Darín
Ricardo Alberto Darín (Buenos Aires, 16 de enero de 1957) es un actor, productor y director de cine argentino. Considerado uno de los mejores y más prolíferos actores de la Argentina, es mayormente conocido por su interpretación del estafador criminal Marcos en la película Nueve reinas (2000), y del perito mercatil Benjamín Espósito en el drama ganador del premio Óscar El secreto de sus ojos (2009).
Comenzó su carrera en la industria cinematográfica a finales de los años 60. Desde entonces, protagonizó más de cuarenta películas, cuatro de ellas nominadas al Óscar, entre las que se destacan El hijo de la novia (2001), Luna de Avellaneda (2004), El aura (2005), Carancho (2010), Un cuento chino (2011), Elefante blanco (2012), Tesis sobre un homicidio (2013), Relatos salvajes (2014), La cordillera (2017), La odisea de los giles (2019) y Argentina, 1985 (2022). Además, dirigió el policial La señal (2007), realizó obras de teatro e interpretó al protagonista de El Eternauta (2025), la adaptación de la historieta argentina.
Entre sus reconocimientos se incluyen doce nominaciones al premio Cóndor de Plata, cuatro al Premio Goya, que ganó en 2015 como mejor actor, y la Concha de Plata al mejor actor por su actuación en la comedia dramática Truman (2015). El 27 de septiembre de 2017, se convirtió en el primer argentino en recibir el premio Donostia del Festival de San Sebastián por su trayectoria.

## Biografía
Ricardo Darín proviene de una familia muy unida al mundo del espectáculo, ya que tanto su madre, Renée Roxana, como su padre, Ricardo Darín eran actores. Su familia es de ascendencia italiana (más precisamente de Vigo di Cadore), libanesa, y siria. Su abuelo, hijo de un inmigrante italiano, llegó a ser dueño de un teatro. Tenía una hermana menor llamada Alejandra Darín que también era actriz. Sus padres se separaron cuando Ricardo tenía doce años. Posteriormente su padre tuvo otra hija, Daniela, con una mujer llamada Cristina. Daniela es psicóloga y vive en España. Su padre falleció de cáncer en 1989.
En cuanto a su formación, realizó sus estudios primarios en la Escuela Mariano Moreno de la localidad de Wilde, en el Gran Buenos Aires. A la edad de diez años, debutó en el teatro junto a sus padres, aunque no siguió una formación académica específica en este ámbito. A los dieciséis años, logró establecerse en el mundo de la televisión argentina participando en programas como Alta Comedia y Estación Retiro.
En 2006 el gobierno de España le otorgó la nacionalidad española por carta de naturaleza que recae sobre extranjeros que "concurran en circunstancias excepcionales", en su caso por sus méritos actorales en el cine de habla hispana.
En 2022 el gobierno de Uruguay le otorgó la ciudadanía uruguaya debido a las estadías prolongadas que mantiene en el país todos los años para pasar el verano con su familia, cláusula contemplada como "avecinamiento" por la Constitución Nacional para acceder a la ciudadanía.

### Familia y relaciones
En 1988 se casó con Florencia Bas con quien tuvo a sus dos hijos, Chino Darín, actor y productor, y Clara Darín, diseñadora de indumentaria.
Cuando era un joven actor veinteañero fue pareja de la actriz Susana Giménez durante nueve años. Cuando terminaron su relación, mantuvieron la amistad. Por aquellos años también tuvo un grave problema judicial, cuando adquirió una camioneta Nissan Pathfinder que ingresó al país con una franquicia especial para discapacitados, luego rematada por orden judicial en 1991. La Cámara en lo Penal Económico, conformada por los jueces de la Sala A de la Cámara, Nicanor Repetto y Edmundo Gendler, confirmó en 2002 la absolución del actor pues consideraron que por el paso del tiempo la acusación estaba prescripta. Pero se preocuparon por aclarar que el actor no sabía que estaba comprando la camioneta en forma irregular.

### Posicionamiento político
Darín expresó su respaldo a la Ley de Servicios de Comunicación Audiovisual, aunque cuestionó aspectos de su implementación. En una entrevista al canal C5N, aclaró: «Me sentí bastante tironeado desde el punto de vista editorial. Por no decir usado, que es un término más fuerte. Yo lo comprendo aunque, a veces, el gran error es tratar de comprender», y siguió: «La realidad de la nota original, yo hago referencia a la necesidad de conocer el incremento patrimonial de todos los funcionarios de la Nación Argentina». En otra entrevista, agregó: «Todo ataque berreta, vil y por debajo de la mesa contra la figura presidencial no va a contar conmigo».
En mayo de 2025, Ricardo Darín fue centro de una polémica mediática tras comentar en televisión el elevado precio que había pagado por una docena de empanadas, mencionando una suma de 48.000 pesos argentinos. El comentario, realizado durante una entrevista en el programa de Mirtha Legrand, fue interpretado por algunos sectores como una crítica indirecta a la situación económica del país bajo el gobierno de Javier Milei. El ministro de Economía, Luis Caputo, calificó las declaraciones de Darín como "estupideces", mientras que el presidente Milei se refirió a él como un "ignorante y operador berreta". En respuesta, Darín aclaró que su comentario no era una metáfora política, sino una observación sobre el aumento generalizado de los precios. Además, expresó preocupación por lo que consideró una actitud agresiva del gobierno frente a opiniones personales expresadas en medios de comunicación. 

## Trayectoria

### Década 1980: éxito televisivo
Bajo las órdenes de Alberto Migré, uno de los principales realizadores argentinos de telenovelas, consiguió una popularidad considerable al ser protagonista en varias de sus producciones. En la década de los 80, y todavía junto a Migré, Darín salta definitivamente a la fama como parte de los "galancitos", un grupo de jóvenes actores que trasladaron éxitos televisivos al mundo del teatro. Los galancitos cosechan una fama increíble y miles de seguidores se reparten por toda Argentina, haciendo de cada representación un completo éxito. Protagonizó en 1987 la telenovela Estrellita mía junto a Andrea Del Boca, y dos años después encabezó Rebelde, junto a Grecia Colmenares.
Lejos de quedarse estancado en roles de galán, en los 90 cosecha su mayor triunfo en el mundo de la televisión como cómico, compartiendo cartel junto a Luis Brandoni en la serie "Mi cuñado", versión de una serie de la década de los 70, desde 1993 hasta 1996.

### Década 1990: éxito cinematográfico

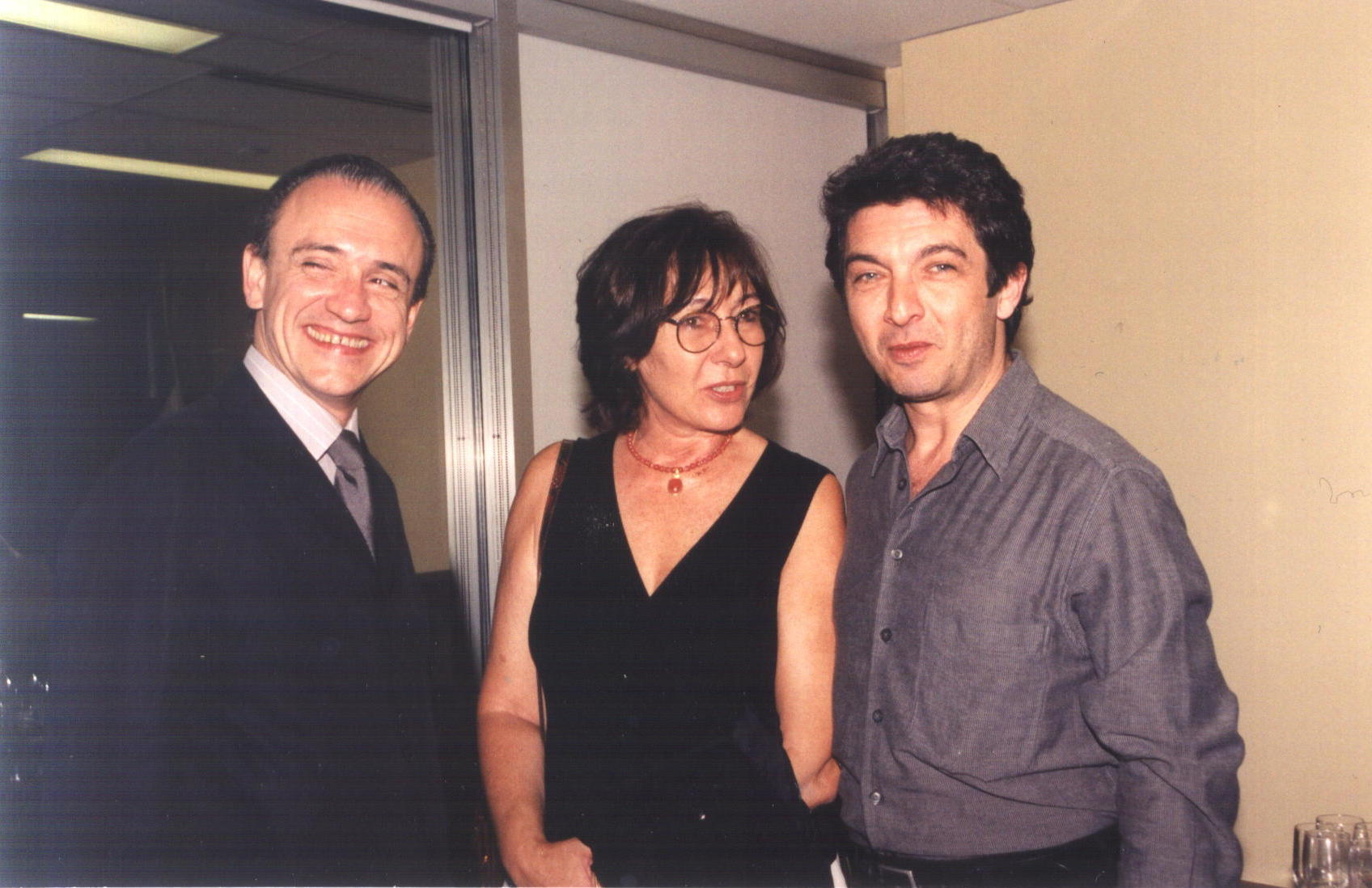
Ricardo Darín en el Festival de Cine de Montreal junto a Jeanine Meerapfel y José Miguel Onaindia.

A pesar de su trabajo constante en el mundo de la televisión, Darín nunca abandona el teatro y sigue realizando obras como La extraña pareja (1984), Taxi (1985), Sugar (1986-1987), Rumores (1990), Algo en común (1995) y Art (1997-1999). Como director teatral, debutó en 1990, con la obra Pájaros in the nait, protagonizada por Adrián Suar, Diego Torres, Leonardo Sbaraglia, entre otros.
Entra discretamente en el mundo de la gran pantalla apareciendo en películas destinadas, sobre todo, al público joven tales como He nacido en la ribera, Así es la vida, La rabona, Los éxitos del amor, La carpa del amor, La discoteca del amor o La canción de Buenos Aires. Intenta un cambio hacia un registro dentro del mundo del cine y llegan nuevas películas, El desquite, Revancha de un amigo o La Rosales, pero el verdadero éxito de Darín tardaría algo más de tiempo en llegar.
La crítica se fijó en Darín y lo alabó con su papel en el filme Perdido por perdido, junto a Enrique Pinti dirigida por el debutante Alberto Lecchi. Más tarde participó en El faro, de Eduardo Mignogna y protagonizóEl mismo amor, la misma lluvia de Juan José Campanella, siendo otra vez su papel digno de elogio. Pero su salto definitivo lo consigue con su papel de Marcos, un ladrón de poca monta en una Argentina que empieza a agonizar económicamente, en la película Nueve reinas. Darín brilló en este film que coprotagonizó junto a Gastón Pauls y consiguió, finalmente, un nombre de peso dentro de la industria cinematográfica argentina.

### Década 2000: reconocimiento internacional

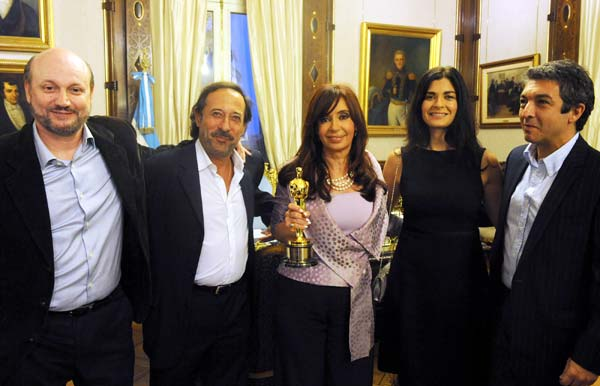
La por entonces presidenta, Cristina Fernández de Kirchner con el reparto de El secreto de sus ojos, la segunda película argentina ganadora del premio de la Academia de Hollywood (de izquierda a derecha: Juan José Campanella, Guillermo Francella, Cristina Kirchner, Soledad Villamil y Darín).

Después del gran éxito de Nueve reinas Ricardo tuvo un pequeño, pero efectivo, papel en el 2001 de nuevo a las órdenes de Mignogna en la película La fuga. Ese mismo año protagonizó El hijo de la novia, junto a los actores Norma Aleandro y Héctor Alterio. La película fue otro gran éxito de taquilla y crítica, llevándola a ser nominada como "Mejor película de habla no inglesa" en la edición del año 2002 de los Óscar. Por su trayectoria durante 1991 a 2000, Ricardo ganó en 2001 el Premio Konex de Platino al mejor Actor de Cine de esa década.
Protagonizó la comedia cinematográfica Samy y yo, junto a Angie Cepeda, en 2002. Al año siguiente encabezó junto a Cecilia Roth el drama Kamchatka, película preseleccionada para el premio Óscar como mejor película en lengua extranjera.
En el 2004 protagonizó al lado de Mercedes Morán Luna de Avellaneda tratando de rescatar el club social y deportivo de sus padres. En 2005 en el El aura encarnó el rol de un taxidermista con memoria fotográfica envuelto en un aprieto del cual no quería formar parte. Por esta última obtuvo los premios Cóndor de Plata y Clarín al mejor actor.
En 2006 le fue concedida, junto a Juan José Campanella la nacionalidad española por carta de naturaleza, una concesión especial del Reino de España a personas de particulares méritos. Ese mismo año protagonizó el filme español La educación de las hadas junto a Bebe e Irène Jacob.
En 2007 participó del filme XXY, que lo muestra como el acomplejado padre de una adolescente de quince años intersexual. El mismo año, protagonizó e hizo su debut como director con La señal, continuando el proyecto dejado a medias por Eduardo Mignogna tras su fallecimiento.
En 2009 junto a Soledad Villamil y Guillermo Francella fue protagonista de El secreto de sus ojos, película dramática de Juan José Campanella, galardonada con el premio Óscar a la mejor película de habla no inglesa en la emisión 82.ª de los Academy Awards. El filme se consagró como el segundo más taquillero en la historia del cine argentino. Por su interpretación de Benjamín Espósito, Ricardo obtuvo el premio Cóndor de Plata al mejor actor, y su primera nominación al premio Goya, en la misma categoría. También fue galardonado como mejor interpretación masculina en el Festival de Cine de La Habana.
El mismo año actuó en España en la película El baile de la Victoria, siendo nominado nuevamente al premio Goya, esta vez como mejor actor de reparto.

### Década 2010: trabajos recientes

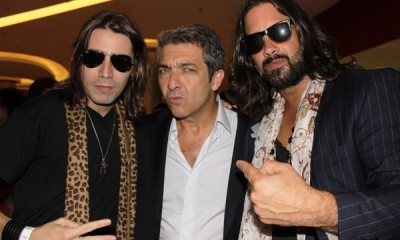
Ricardo Darín junto a Paul y Maik en la premier de Tesis sobre un homicidio.

En 2010 se estrenó Carancho, película que protagonizó junto a Martina Gusmán bajo la dirección de Pablo Trapero, personificando a un inescrupuloso abogado. Además volvió a trabajar con Susana Giménez protagonizando una serie de comerciales de Frávega.
En 2011 junto a Muriel Santa Ana e Ignacio Huang encabezó Un cuento chino, película de comedia dirigida por Sebastián Borensztein, con un gran éxito de taquilla a pocos días del estreno. El mismo año recibió el Premio Konex de Platino al Mejor Actor de Cine y el Konex de Brillante a la Mayor Figura del Espectáculo Argentino de la década 2001-2010.
En 2012 protagonizó Elefante blanco, nuevamente junto a Martina Gusmán. Al año siguiente protagoniza las taquilleras Tesis sobre un homicidio y Séptimo.
En 2013 retornó al teatro como protagonista, durante dos años consecutivos, de la obra Escenas de la vida conyugal, junto a Valeria Bertuccelli. En 2015 encabezó nuevamente la pieza teatral en Mar del Plata junto a Érica Rivas. Obtuvo el galardón Estrella de Mar al mejor actor en comedia dramática, por su interpretación en dicha obra.
En 2014 protagonizó la película, hasta ahora, más taquillera en la historia del cine argentino: Relatos salvajes, junto a Leonardo Sbaraglia, Oscar Martínez, Érica Rivas, Rita Cortese, Darío Grandinetti y Julieta Zylberberg. Siendo esta su tercera película nominada al premio Óscar. Por su actuación fue nominado por tercera vez en su carrera al premio Goya en España, como mejor actor.
Regresa al cine, en 2015, como protagonista de Truman, rodada en España y Canadá y dirigida por el catalán Cesc Gay. Recibió por ella la Concha de plata en el Festival de San Sebastián, y el Goya al mejor actor.
En diciembre de 2016, el Gobierno de España le concede la Medalla de Oro al Mérito en las Bellas Artes. Ese mismo año, el director Quentin Tarantino consideró a Darín como uno de sus actores favoritos de habla hispana, definiéndolo como el «Al Pacino de la Argentina».
En 2017, Darín recibe el Premio Donostia de la 65 edición del Festival Internacional de Cine de San Sebastián, en el marco de la presentación de la película La cordillera. El galardón honorífico más importante del Zinemaldia reconoce la trayectoria del intérprete argentino, que ha trabajado con cineastas como Adolfo Aristarain, Juan José Campanella, Fabián Bielinsky, Fernando Trueba, Pablo Trapero, Cesc Gay o Santiago Mitre.
En 2022, Darín protagoniza junto a Peter Lanzani el filme Argentina, 1985, esta película fue nombrada Mejor película en lengua no inglesa en los premios Globos de Oro.
En 2025 interpreta a Juan Salvo en la serie de Netflix El Eternauta, una adaptación de la famosa historieta de Hector Oesterheld y Francisco Solano Lopez. La misma se convirtió en la serie de habla hispana más vista de la plataforma a nivel mundial.

## Teatro
- 1982: Hasta mañana, si Dios quiere
- 1984: La extraña pareja
- 1985: Taxi
- 1986–1987: Sugar
- 1990: Rumores
- 1991: Necesito un tenor
- 1994–1995: Pizzaman
- 1995–1996: Algo en común
- 1998–2004: Art
- 2003: La madre de… (voz en off)
- 2005–2006: Art (en España)
- 2008–2010: Art
- 2010–2011: Un cuento chino
- 2013–2024: Escenas de la vida conyugal
- 2024: Art (director)

## Discografía
- 1979: De a dos. Publicado por Microfon Argentina S. A.